# Karl Hölblinger
Karl Franz Hölblinger (Vienna, 17 febbraio 1910 – ...) è stato un militare tedesco, SS-Rottenführer nel campo di Auschwitz e aiutante del comandante.

## Biografia
Si arruolò nell'esercito austriaco, in seguito all'Anschluss entrò prima nelle Waffen-SS e poi nelle SS. Durante la seconda guerra mondiale fu membro delle guardie ad Auschwitz dal dicembre 1940 al dicembre 1942; venne poi trasferito dal 1943 al Campo di concentramento di Stutthof, precisamente nel sottocampo di Matzkau.

### Nel dopoguerra
Al termine della guerra tornò a Vienna e lavorò come autista.
Richard Böck testimoniò sull'uso dello Zyklon B nella serie televisiva di documentari The World at War: nella sua testimonianza descrive come l'amico Karl Hölblinger lo accettò nel Sonderkommando di Auschwitz; descrive dettagliatamente di aver osservato più di mille ebrei nelle docce sotterranee di una delle camere a gas di Auschwitz e l'uso dello Zyklon-B versato da una grata sul tetto; vide anche un mucchio di cadaveri accatastati, poi trasferiti al crematorio dagli ebrei del Sonderkommando.
Durante il processo di Francoforte, Hölblinger fu chiamato a testimoniare come le SS avessero ucciso innumerevoli persone senza però essere mai formalmente accusato.